# San Enrique
För andra betydelser, se San Enrique (olika betydelser).
San Enrique (Bayan ng San Enrique) är en kommun i Filippinerna. Kommunen ligger på ön Panay, och tillhör provinsen Iloilo. Folkmängden uppgår till 28 655 invånare.

## Barangayer
San Enrique är indelat i 28 barangayer.
| - Abaca - Asisig - Bantayan - Braulan - Cabugao Nuevo - Cabugao Viejo - Camiri - Compo - Catan-Agan - Cubay - Dacal - Dumiles - Garita - Gines Nuevo | - Imbang Pequeño - Imbesad-an - Iprog - Lip-ac - Madarag - Mapili - Paga - Palje - Poblacion Ilawod - Poblacion Ilaya - Quinolpan - Rumagayray - San Antonio - Tambunac |